# Carretera Guriezo-Valle de Villaverde
La carretera que une el barrio de El Pontarrón, al norte de Guriezo, con La Matanza, capital del Valle de Villaverde, recibe tres denominaciones diferentes en sus tres tramos: en el municipio guriezano se llama  CA-151 , en el tramo vizcaíno por Trucios  BI-2617  y, finalmente, en Villaverde lleva la nomenclatura  CA-252 . Sin embargo, hasta 2015, este último tramo se denominó  CA-153  y todavía se ven aplicaciones de dicha nomenclatura. Esta carretera fue protagonista durante la llamada «guerra de los carteles», que enfrentó a los municipios de Guriezo y Trucios por las lindes de sus términos municipales en Agüera y en la que representantes políticos de uno y otro lado de la frontera colocaban y retiraban letreros que señalizaban dichas lindes.

## Trazado
| Velocidad | Esquema | Carretera que enlaza                             |
| --------- | ------- | ------------------------------------------------ |
|           |         | N-634 Laredo - Castro-Urdiales                   |
|           |         | El Pontarrón                                     |
|           |         | Nocina                                           |
|           |         | Vitrinor                                         |
|           |         | Rioseco                                          |
|           |         | CA-510 Ampuero CA-520 Sámano                     |
|           |         | El Puente CA-511 Adino CA-512 Angostina          |
|           |         | Trebuesto                                        |
|           |         | Agüera CA-513 Llaguno                            |
|           |         |                                                  |
|           |         | Bacinagre                                        |
|           |         | Pandos                                           |
|           |         | La Iglesia BI-4618 Cueto                         |
|           |         |                                                  |
|           |         | La Iglesia                                       |
|           |         | La Matanza CA-152 Valmaseda - Carranza - Ramales |